# Sankt Peter, Breisgau-Hochschwarzwald
Sankt Peter là một thị xã trong huyện Breisgau-Hochschwarzwald bang Baden-Württemberg thuộc nước Đức. Đô thị Sankt Peter, Breisgau-Hochschwarzwald có diện tích 35,93 km², dân số thời điểm 31 tháng 12 năm 2020 là 2651 người.